# Фастбек

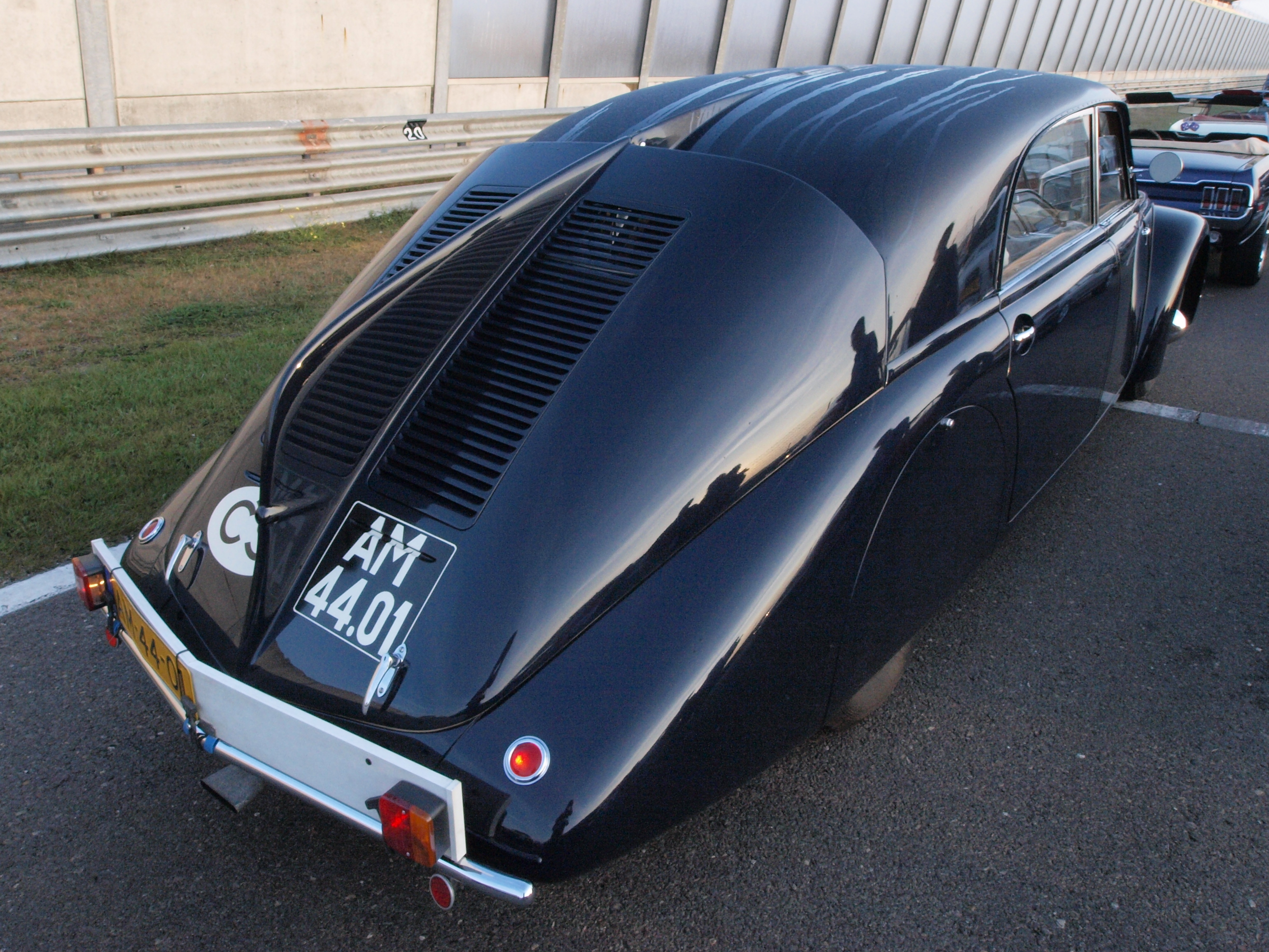
«Татра Т77» — один з перших серійних фастбеків.

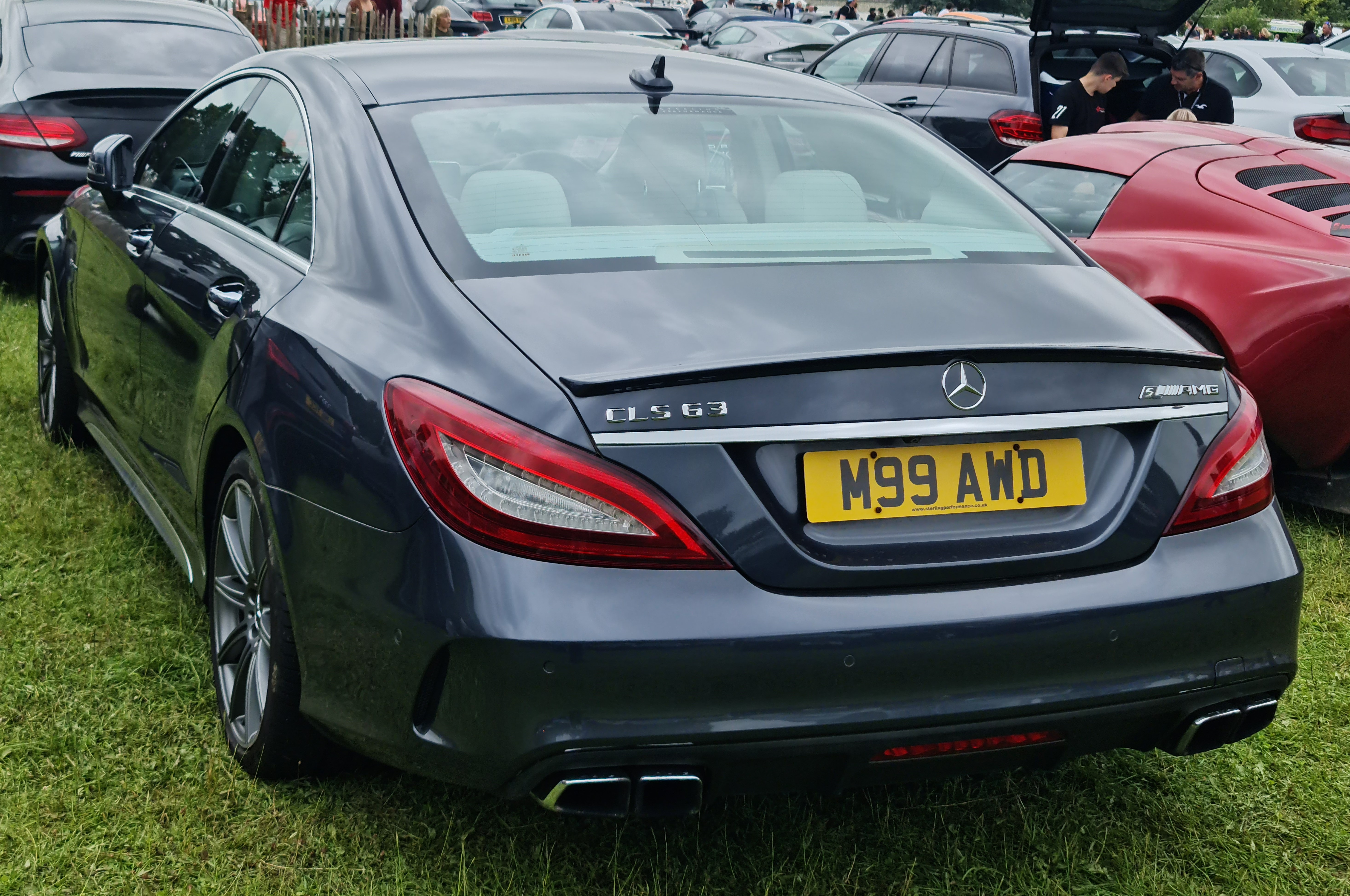
2015 Mercedes CLS 63 AMG

Фастбек (англ. fastback, нім. schrägheck, похила задня частина) — це автомобільний стиль, який визначається тим, що задня частина автомобіля має один нахил від даху до хвоста.
Каммбек — це не фастбек із лінією даху, яка звужується донизу до задньої частини автомобіля, а потім раптово обривається.
Деякі моделі, як-от Ford Mustang, продаються явно як фастбеки, часто для того, щоб відрізняти їх від інших типів кузова (наприклад, моделей купе) у тому ж модельному ряду.